# 4361 Nezhdanova
4361 Nezhdanova (1977 TG7) là một tiểu hành tinh vành đai chính được phát hiện ngày 9 tháng 10 năm 1977 bởi L. I. Chernykh ở Nauchnyj.